# Coppa Italia 1971 (hockey su pista)
La Coppa Italia 1971 è stata la 6ª edizione della principale coppa nazionale italiana di hockey su pista. La manifestazione si è conclusa il 23 ottobre 1971.
Il trofeo è stato conquistato dal Monza per la prima volta nella sua storia.

## Risultati

### Semifinali
| Squadra 1      | Totale | Squadra 2 | Andata | Ritorno |
| -------------- | ------ | --------- | ------ | ------- |
| Monza          | 16 - 8 | Triestina | 10 – 2 | 6 – 6   |
| Amatori Modena | ? - ?  | ?         | ? – ?  | ? – ?   |

### Finale
| Squadra 1 | Totale  | Squadra 2      | Andata | Ritorno |
| --------- | ------- | -------------- | ------ | ------- |
| Monza     | 12 - 10 | Amatori Modena | 5 – 4  | 7 – 6   |

#### Gara di andata
| Monza 16 ottobre 1971 | Monza | 5 – 4 | Amatori Modena | Pista di via Boccaccio |

| Monza       |  |                      |
|             |  |                      |
|             |  | Antenore Amati       |
| E           |  | Gualtiero Bortolini  |
|             |  | Felice Campana       |
|             |  | Antonio Casiraghi    |
|             |  | Gian Enrico Citterio |
|             |  | Bruno Citterio       |
| E           |  | Sergio Franchi       |
| E           |  | António Livramento   |
|             |  | Filippo Maiocchi     |
|             |  | Antonio Patrini      |
| Allenatore: |  |                      |
|             |  |                      |

| Amatori Modena |  |                     |
|                |  |                     |
|                |  | Aldo Baraldi        |
|                |  | Tiziano Facchini    |
| P              |  | Francesco Fontana   |
|                |  | Norberto Moncalieri |
| E              |  | Maurizio Righi      |
|                |  | Americo Solipa      |
|                |  | Giancarlo Tonioli   |
| Allenatore:    |  |                     |
|                |  |                     |

#### Gara di ritorno
| Modena 23 ottobre 1971 | Amatori Modena | 6 – 7 | Monza | Pista da ballo del Rifugio Verde |

| Amatori Modena |  |                     |
|                |  |                     |
|                |  | Aldo Baraldi        |
|                |  | Tiziano Facchini    |
| P              |  | Francesco Fontana   |
|                |  | Norberto Moncalieri |
| E              |  | Maurizio Righi      |
|                |  | Americo Solipa      |
|                |  | Giancarlo Tonioli   |
| Allenatore:    |  |                     |
|                |  |                     |

| Monza       |  |                      |
|             |  |                      |
|             |  | Antenore Amati       |
| E           |  | Gualtiero Bortolini  |
|             |  | Felice Campana       |
|             |  | Antonio Casiraghi    |
|             |  | Gian Enrico Citterio |
|             |  | Bruno Citterio       |
| E           |  | Sergio Franchi       |
| E           |  | António Livramento   |
|             |  | Filippo Maiocchi     |
|             |  | Antonio Patrini      |
| Allenatore: |  |                      |
|             |  |                      |